# Cristiano De André
Cristiano De André (né le 29 décembre 1962 à Gênes) est un chanteur italien, fils de Fabrizio De André.
Lors du festival de Sanremo, il remporte à deux reprises le Prix de la Critique Mia-Martini.